# Гордієвський Петро Микитович
Гордієвський Петро Микитович (1842, Київська губ. — після 1912,?) — український громадський діяч та педагог в Російській імперії, шляхтич. Депутат Державної Думи.

## Життєпис
Народився в Київській губернії в сім'ї священника, який походив з давнього козацького роду. Закінчив Київський університет (історико-філологічний факультет), деякий час працював вчителем у Прилуцькій гімназії, потім — у полтавському реальному училищі. У Полтаві почав громадську діяльність, спочатку як гласний міської думи (з 1896 року), де завідував господарчим відділом та як голова полтавського економічного товариства. Це товариство вважалося «одне з найміцніших у Російській імперії» . Крім того, він опікується церковно-приходськими школами, та, пізніше — приватними жіночими гімназіями. Під час революції 1905—1907 рр. Петро Гордієвський виступає на боці консервативних сил, та бере участь у "Руських зборах (рос. "Русское собрание), у лютому 1906 року очоливши його полтавський відділ .
У 1907 р. Петра Гордієвського обрали депутатом ІІІ Державної думи Російської імперії від другого з'їзду міських виборців Полтавської губернії. В Думі він входив до складу Російської національної фракції (рос. Русская национальная фракция), був членом трьох комісій: освітньої, комісії про торгівлю та промисловість, комісії для розгляду законопроєкту про гімназії і підготовчі училища. Виступав як доповідач від освітньої комісії. Після закінчення депутатських повноважень повернувся до Полтави, невдовзі виїхав до Бару, де обійняв посаду викладача реального училища.
Достовірної інформації про місце та обставини його смерті досі не знайдено.